# Twin Valley Farms, Virginia
Twin Valley Farms là một cộng đồng chưa hợp nhất tại Hạt Richmond, thuộc tiểu bang Virginia của Hoa Kỳ.